# KU Водолея
KU Водолея (лат. KU Aquarii), HD 212294 — одиночная переменная звезда в созвездии Водолея на расстоянии приблизительно 2332 световых лет (около 715 парсеков) от Солнца. Видимая звёздная величина звезды — от +8,6m до +7,7m.

## Характеристики
KU Водолея — красный гигант, пульсирующая медленная неправильная переменная звезда (LB) спектрального класса M3III. Эффективная температура — около 3715 К.